# 单人舞
单人舞或独舞（英語：solo dance）是由个人独立完成的舞蹈。夫妻对跳时二人独立完成动作亦或一群人同时互不干涉地跳舞都不视作单人舞。单人舞的舞蹈演员通常是团体或舞蹈学校中最好的舞者，他们中的大多数舞龄达到6-7年或更晚，而且通常不止学习一种舞蹈。
在Comparsas及一些街头舞团中，各种单人舞者大放异彩。他们通常在街道的边缘跳舞，以便过路者能够欣赏他们的动作，从而表达自己的情感。大多数男独舞者在一根大杆子上拿着一个类似灯笼的工艺品，放在一个油性的袋子上，然后让这个袋子随意旋转。